# Lori Paulo Sandri
1. WEITERLEITUNG Lori Sandri